# Nausibius brevicornis
Nausibius brevicornis is een keversoort uit de familie spitshalskevers (Silvanidae). De wetenschappelijke naam van de soort werd in 1899 gepubliceerd door David Sharp.